# Toxorhina curvata
Toxorhina curvata är en tvåvingeart som beskrevs av Alexander 1938. Toxorhina curvata ingår i släktet Toxorhina och familjen småharkrankar.
Artens utbredningsområde är Ecuador. Inga underarter finns listade i Catalogue of Life.